# Stazione di Stoccarda Università
La stazione di Stoccarda Università (in tedesco Stuttgart Universität) e la stazione S-Bahn dell'Università di Stoccarda, situata nel distretto di Vaihingen a Stoccarda.

## Movimento
La stazione è servita dalle linee S1, S2 e S3 della S-Bahn.